# 三好市 (愛知縣)
三好市（日语：／ Miyoshi shi */?）是位於日本愛知縣中部的行政區劃。轄區位於尾張丘陵和岡崎平原的交界處，北部為丘陵地，南部為平原。
由於鄰近豐田汽車總部所在的豐田市，因此也受益於豐田汽車的發展，除了町內有三間豐田汽車的工廠，同時也成為豐田市周邊的主要住宅區。

## 人口
| 三好市人口分布圖 |                                               |  |
| 三好市與日本全國年齡別人口分布比較圖 （2005年資料） | 三好市的年齡、男女別人口分布圖 （2005年資料） |  |
| ■紫色是三好市 ■綠色是全国 | ■藍色是男性 ■紅色是女性                       |  |
| 三好市人口變化 \| 1970年 \| 19,734人 \| \| \| 1975年 \| 25,303人 \| \| \| 1980年 \| 28,552人 \| \| \| 1985年 \| 30,039人 \| \| \| 1990年 \| 32,241人 \| \| \| 1995年 \| 39,920人 \| \| \| 2000年 \| 47,684人 \| \| \| 2005年 \| 56,252人 \| \| \| 2010年 \| 60,098人 \| \| \| 2015年 \| 61,810人 \| \| \| 2020年 \| 61,952人 \| \| |                                               |  |
| 資料來源：日本總務省統計中心提供之人口普查數據 |                                               |  |
| 1970年 | 19,734人                                      |  |
| 1975年 | 25,303人                                      |  |
| 1980年 | 28,552人                                      |  |
| 1985年 | 30,039人                                      |  |
| 1990年 | 32,241人                                      |  |
| 1995年 | 39,920人                                      |  |
| 2000年 | 47,684人                                      |  |
| 2005年 | 56,252人                                      |  |
| 2010年 | 60,098人                                      |  |
| 2015年 | 61,810人                                      |  |
| 2020年 | 61,952人                                      |  |

## 歷史
過去在令制國時代本地屬於三河國加茂郡，17世紀進入江戶時代後，本地被分割分屬為三河吉田藩、舉母藩、西大平藩、西尾藩及旗本的領地；直到19世紀末明治維新後，這些區域又先後改隸屬三河裁判所、三河縣、豐橋縣、舉母縣、西尾縣，直到1871年的第一次府縣整併後，才一同整併至新設立的額田縣，但在1972年又隨著額田縣被併入愛知縣。
1889年日本實施町村制，現在的三好市在當時分屬明越村、三好村、莇生村三個行政區劃；1906年愛知縣進行町村整併後，合併為新設置的三好村，並於1958年升格改制為三好町。
2000年代日本政府開始推動平成大合併，三好町被愛知縣規劃與相鄰的豐田市合併，但由於當時三好町的人口即將突破升格為市的五萬人門檻，在對居民的問券調查中發現居民傾向直接升格為市，對參與合併的意願不高，三好町因而退出了合併協議會，並在2010年改制為市；但由於改制時在德島縣已有使用相同名稱的「三好市」，而較晚成立的城市需要經先成立的城市同意才可使用相同名稱，在德島縣三好市反對下，所以三好町在改制後改使用「三好」的平假名做為城市名稱，但中文譯名仍然是「三好」。

### 變遷表
| 1889年10月1日 | 1889年 - 1944年           | 1945年 - 1954年           | 1955年 - 1989年           | 1989年 - 現在                   | 現在                            |
| ------------- | ------------------------- | ------------------------- | ------------------------- | ------------------------------- | ------------------------------- |
| 明越村        | 1906年7月1日 合併為三好村 | 1906年7月1日 合併為三好村 | 1958年4月1日 改制為三好町 | 2010年1月4日 改制並更名為三好市 | 2010年1月4日 改制並更名為三好市 |
| 三好村        | 1906年7月1日 合併為三好村 | 1906年7月1日 合併為三好村 | 1958年4月1日 改制為三好町 | 2010年1月4日 改制並更名為三好市 | 2010年1月4日 改制並更名為三好市 |
| 莇生村        | 1906年7月1日 合併為三好村 | 1906年7月1日 合併為三好村 | 1958年4月1日 改制為三好町 | 2010年1月4日 改制並更名為三好市 | 2010年1月4日 改制並更名為三好市 |

## 交通

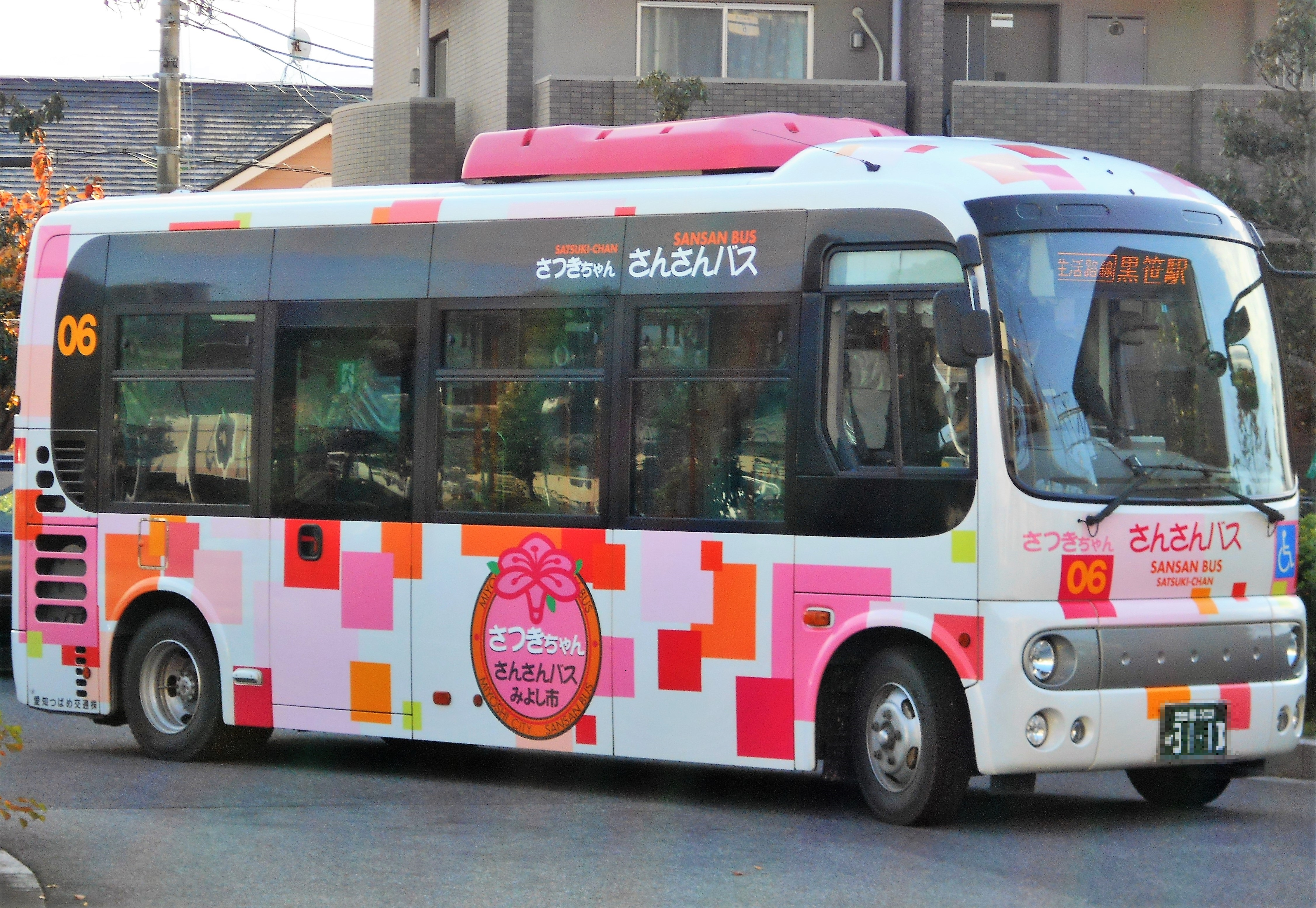
三三巴士的車輛

名古屋鐵道豐田線及東名高速道路都自轄內北部通過，在轄內分別設有三好丘車站、黑笹車站及東名三好交流道。其中豐田線的列車可以往西直通進入名古屋市營地下鐵鶴舞線，因此自此無須換乘，直接在四十分鐘內進入名古屋市主要市區，往東則可進入豐田市。
中南部區域則可透過名鐵巴士經營的路線，分別前往名古屋市或豐田市。
三好市政府的社區巴士三三巴士也在市內以市政府為樞紐開設有三條路線，以連結市內各地區。

### 鐵路
- 名古屋鐵道
  - 豐田線：（豐田市） - 三好丘車站 - 黑笹車站 - （日進市）

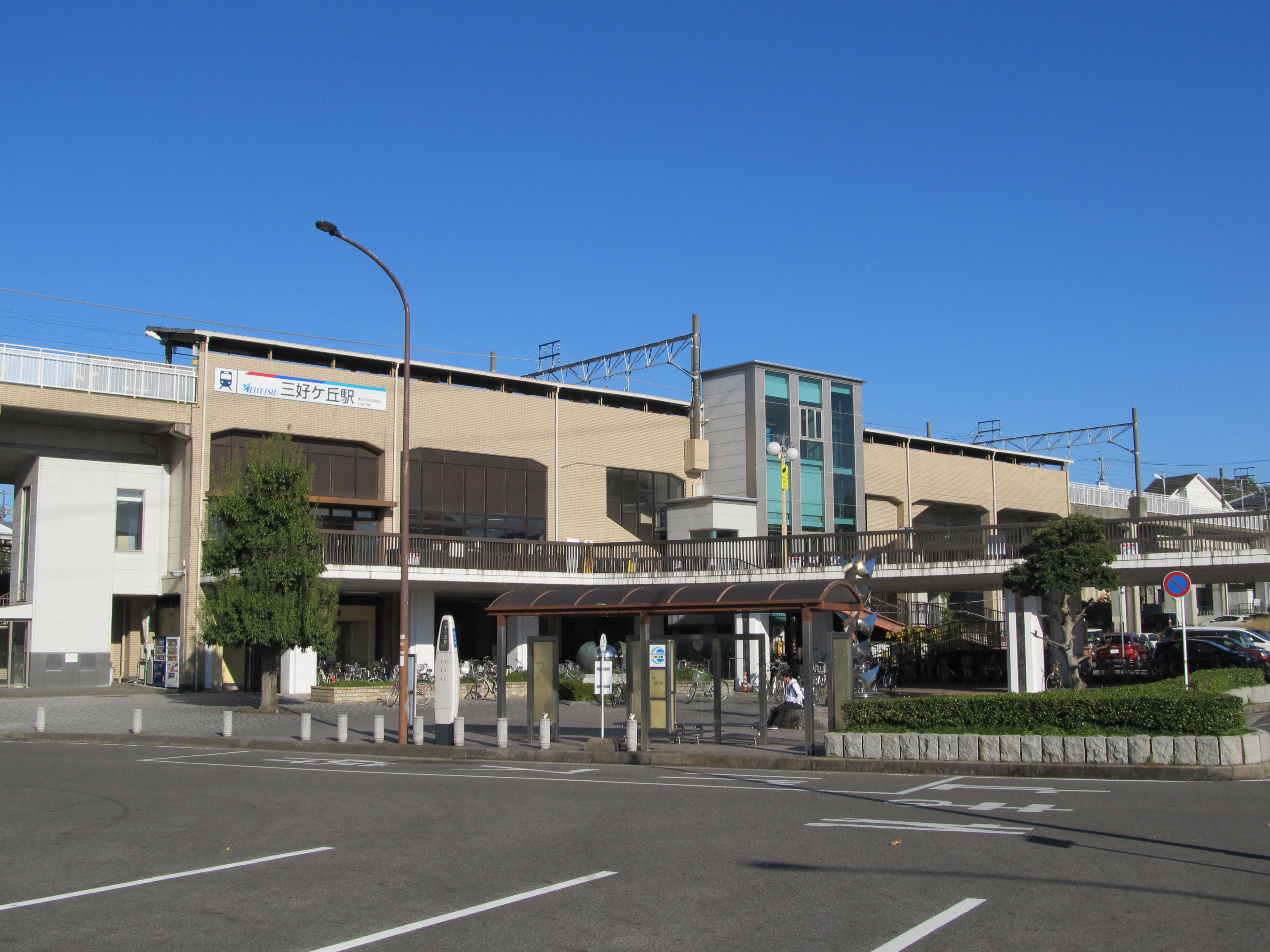
三好丘車站
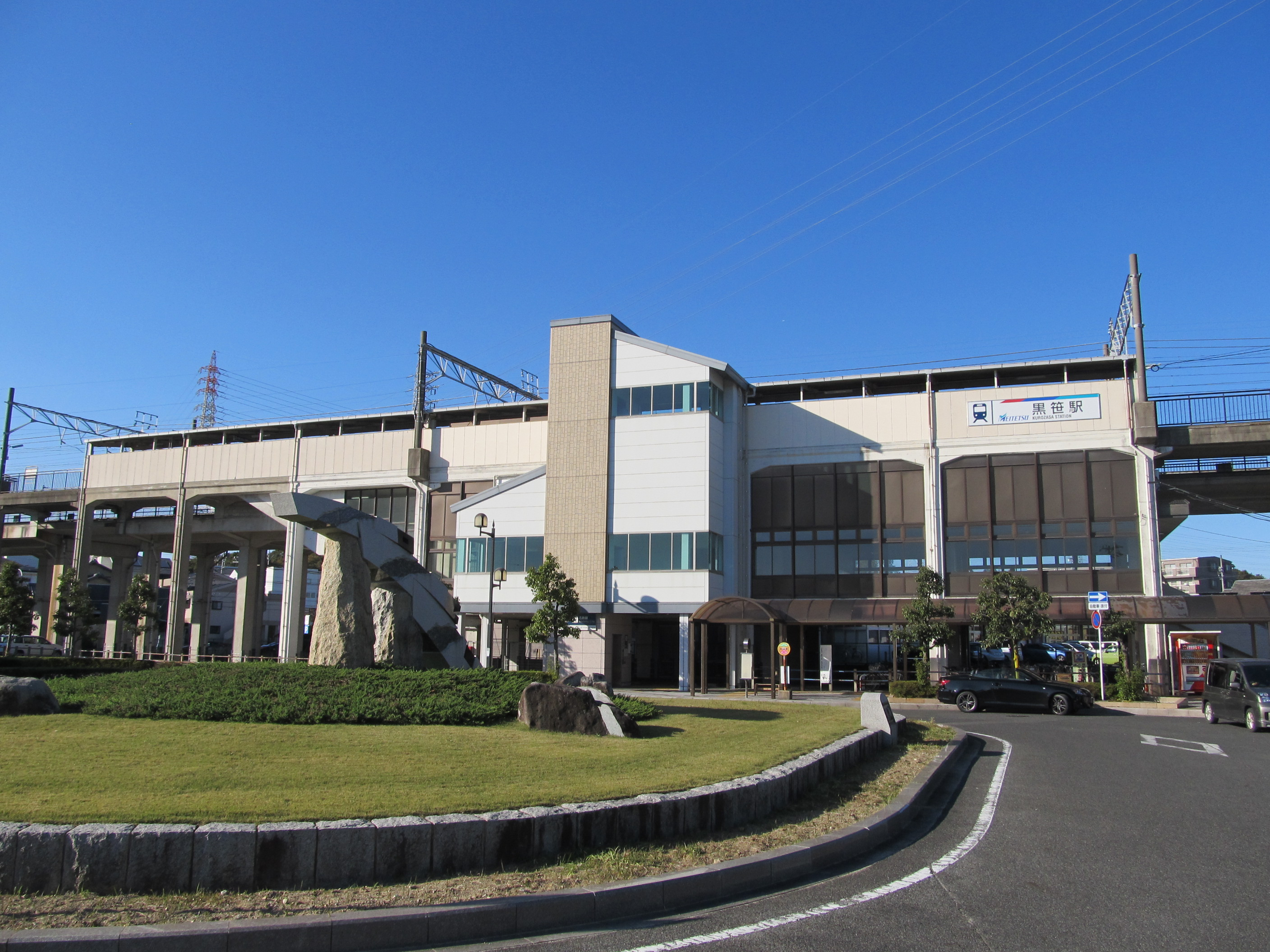
黑笹車站

### 公路
高速公路
- 東名高速道路：（豐田市） - 東名三好交流道（日语：東名三好インターチェンジ） - （日進市）

## 教育

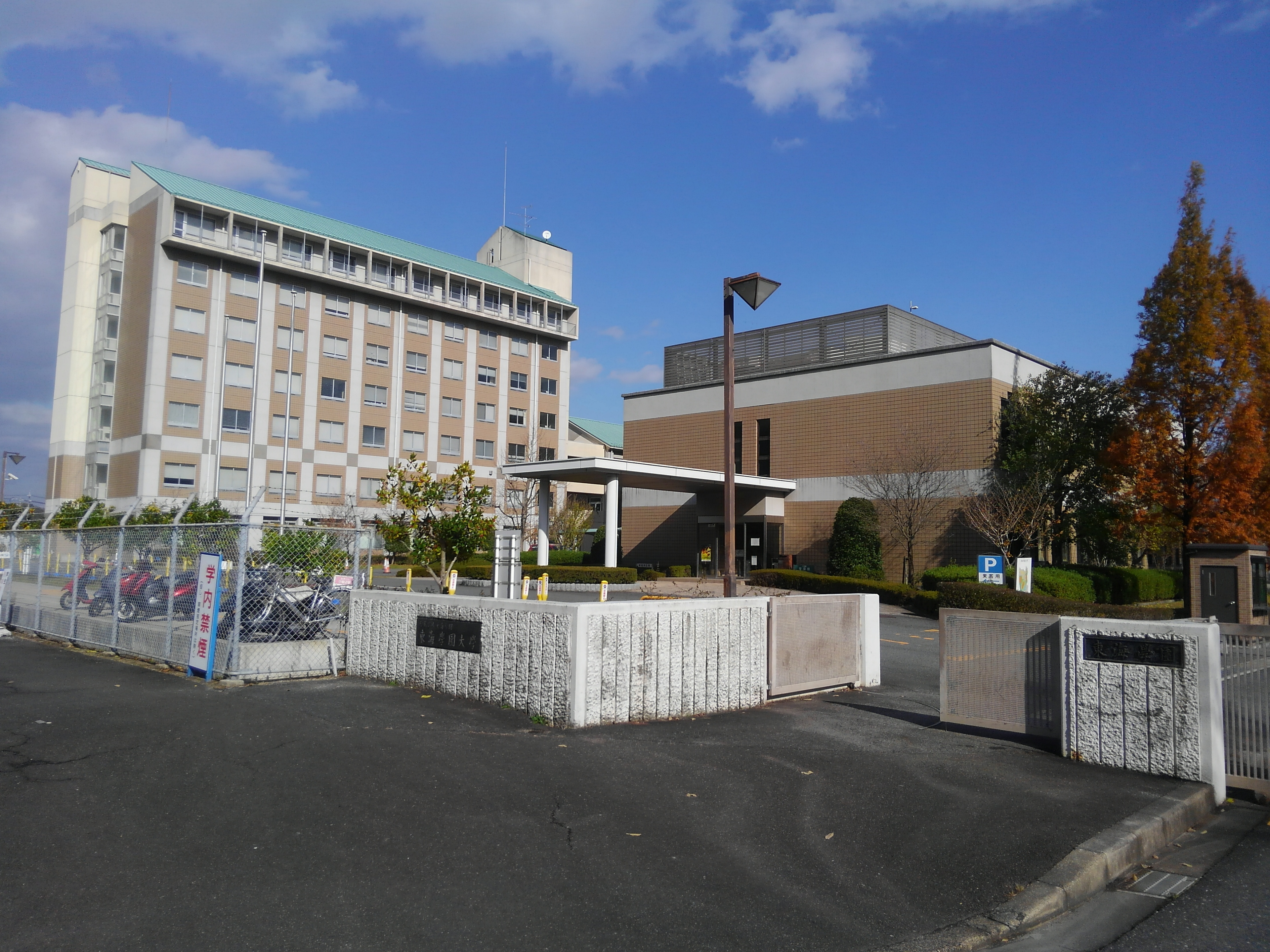
東海學院大學三好校區校門

1995年成立的东海学院大学校本部即設於市內北部，其經營學部、運動健康科學部以及研究所都設於此校區內。

## 姊妹、友好城市

### 海外
- 哥伦布（美國印第安纳州巴塞洛缪郡）
1992年哥倫布市扶輪社與豐田三好扶輪社締結為友好社，兩地政府也因此機緣開始往來交流，並在1995年締結為友好城市。[10]

### 日本
- 木曾町（長野縣）
愛知用水（日语：愛知用水）的水源之一牧尾水壩（日语：牧尾ダム）即位於過去的三岳村（日语：三岳村 (長野県)）內，兩地因而自1980年開始以此機緣開始交流，1983年進一步締結為友好城市；2005年三岳村合併為木曾町後，兩地於2011年繼續締結為友好城市。[11]
- 士別市（北海道）
兩地於2000年締結為友好城市。[12]